# Dydnia (plaats)
Dydnia is een dorp in het Poolse woiwodschap Subkarpaten, in het district Brzozowski. De plaats maakt deel uit van de gemeente Dydnia en telt 1600 inwoners.